# St. Wendelin (Nieder-Liebersbach)

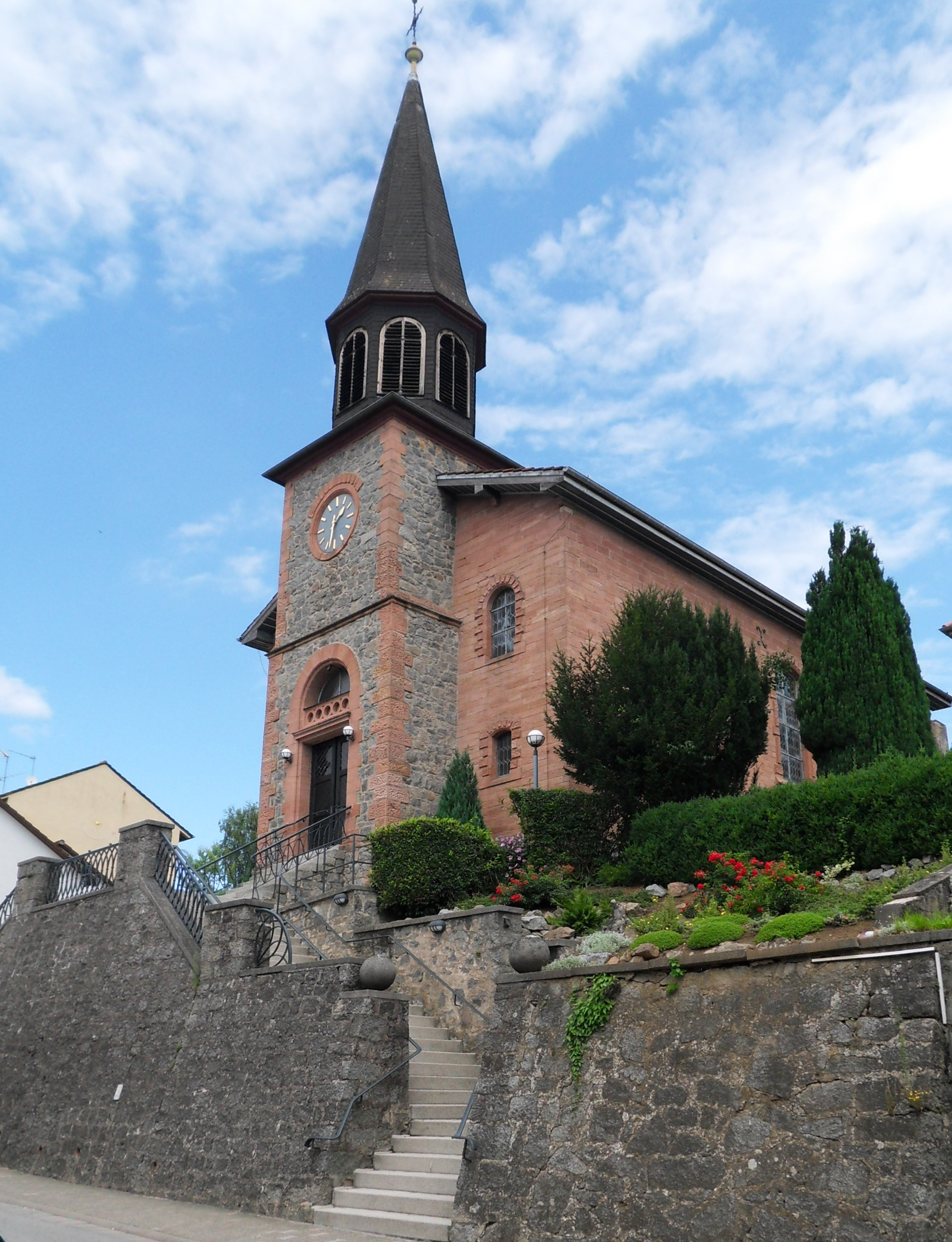
St. Wendelin (Nieder-Liebersbach)

Die römisch-katholische, denkmalgeschützte Filialkirche St. Wendelin steht in Nieder-Liebersbach, einem Ortsteil der Gemeinde Birkenau im Landkreis Bergstraße in Hessen. Die Kirche gehört zur Pfarrgemeinde Maria Himmelfahrt Birkenau im Dekanat Bergstraße-Ost des Bistums Mainz.

## Beschreibung
Um 1730 ist bereits eine Kapelle gebaut worden, die sich gegenüber dem heutigen alten Rathaus befand. Die Grundsteinlegung für die heutige Saalkirche erfolgte am 22. September 1895, am 24. September 1896 wurde sie geweiht. Sie besteht aus dem Kirchenschiff aus Backsteinen, in das der Kirchturm aus Feldsteinen und Ecksteinen im Westen halb eingestellt ist, und dem eingezogenen, querrechteckigen Chor. Das leicht eingezogene Obergeschoss des Turms beherbergt die Turmuhr. Darauf sitzt ein achteckiger, schiefergedeckter Aufsatz, hinter dessen Klangarkaden sich der Glockenstuhl befindet. Bedeckt ist der Aufsatz mit einem achtseitigen spitzen Helm. Hinter dem Portal im Turm befindet sich die Empore, auf der die Orgel steht. Der Innenraum ist mit einem offenen Dachstuhl überspannt. Die Statue des Wendelin von 1797, die aus der alten Kapelle stammt, wurde neben dem Seiteneingang aufgestellt. Der Hochaltar und eine Kreuzigungsgruppe stammen aus der Kirche in Mörlenbach. Links neben dem Chorbogen befindet sich die Darstellung eines Geißelchristus, rechts die einer Unbefleckte Empfängnis.